# Albert Ramdin

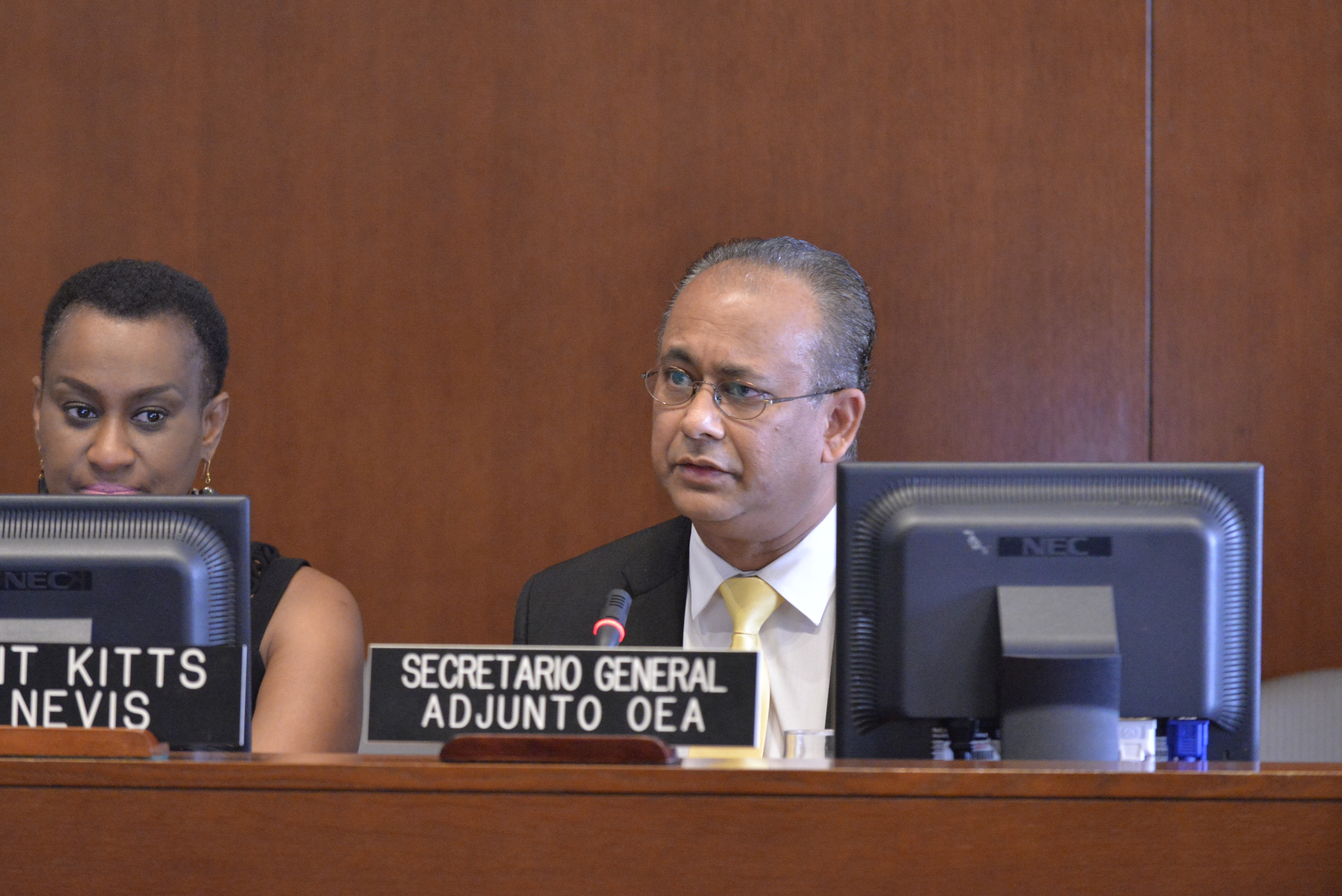
Subsecretario General Ramdin en función a la OEA en 2014

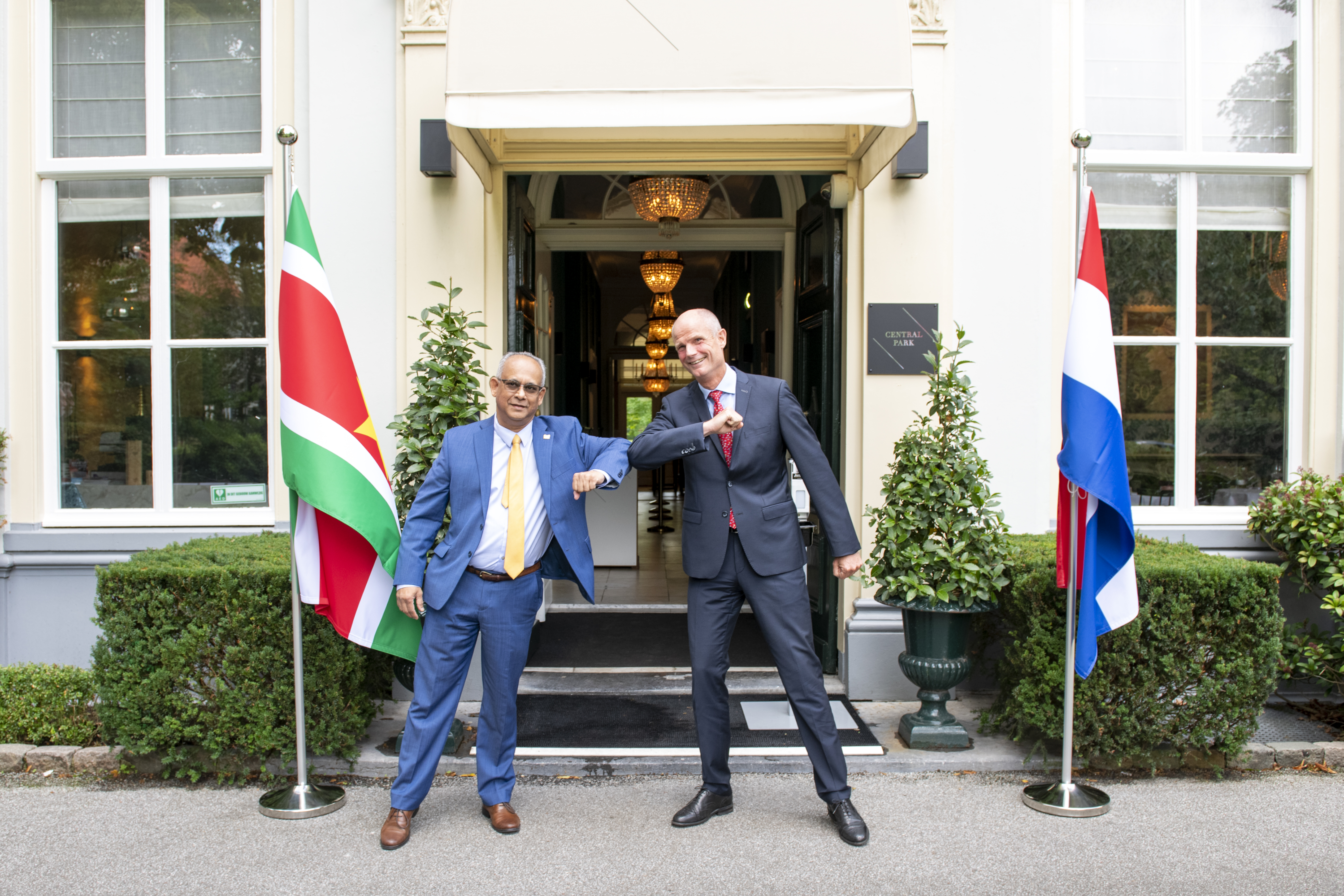
Los ministros de Asuntos Exteriores en 2020: Ramdin y Stef Blok (Países Bajos)

Albert Ramchand Ramdin (distrito de Surinam, 27 de febrero de 1958) es un diplomático surinamés que se desempeña como el 11.° Secretario General de la Organización de los Estados Americanos desde mayo de 2025. Antes de su elección, fue ministro de Relaciones Exteriores en el gabinete Santokhi desde 2020 a 2025. Es miembro del Partido de la Reforma Progresista (VHP). Fue diplomático hasta 2015 y fue, entre otras funciones, Subsecretario General de la Organización de los Estados Americanos (OEA). En marzo de 2025, fue elegido secretario general de la OEA para el periodo 2025-2030.

## Biografía
Después de terminar la escuela secundaria, Ramdin partió hacia los Países Bajos donde estudió geografía social en la Universidad de Ámsterdam y la Universidad Libre de Ámsterdam. En 1991, Ramdin se convirtió en director de la Agencia de Desarrollo HIMOS en Oegstgeest.
En 1997, Ramdin fue designado Representante Permanente de la Organización de los Estados Americanos (OEA) para Surinam. En 1999, se convirtió en asistente general de relaciones exteriores de la Comunidad del Caribe (CARICOM).
En 2001, se convirtió en asesor del Secretario General de la OEA. El 7 de junio de 2005, fue elegido Secretario General Adjunto de la OEA y asumió el cargo el 19 de julio de 2005.
En julio de 2015 regresó a Surinam donde trabajó para el Ministerio de Relaciones Exteriores, y un mes después la ministra Niermala Badrising lo nombró embajador especial. En mayo de 2016, Ramdin comenzó a trabajar para la empresa minera de oro estadounidense Newmont Corporation.
El 16 de julio de 2020, Ramdin fue nombrado ministro de Relaciones Exteriores, Negocios Internacionales y Cooperación Internacional (BIBIS) en el gabinete de Santokhi.

## Premios
- 2009: Premio Internacional GOPIO[10]
- 2013: Premio CREF, Foro Caribeño de Energías Renovables[11][12]